# Batya Gur
Batya Gur, född 20 januari 1947 i Tel Aviv, död 19 maj 2005, var en israelisk deckarförfattare.
Gur var litteraturkritiker vid dagstidningen Ha'aretz och gav ut sin första roman Retzah beshabat baboker 1988. Hon har studerat litteratur och historia.